# Wladimir Jefimowitsch Zessarski
Wladimir Jefimowitsch Zessarski (russisch Владимир Ефимович Цесарский; * August 1895 in Odessa; † 21. Januar 1940 in Moskau) war ein ukrainisch-russischer NKWD-Offizier.

## Leben
Zessarski, Sohn eines jüdischen Kommis, besuchte in Odessa die Volksschule (1906–1910) und die Gewerbeschule (1910–1913). Darauf arbeitete er in Odessa als Dreher in einer Fabrik.
Während des Ersten Weltkrieges wurde Zessarski 1915 Sozialrevolutionär (SR) und gehörte zum linken Flügel der ukrainischen SR. Er trat in die Rote Garde ein und wurde 1919 Mitglied der bolschewistischen Partei. Als während des Russischen Bürgerkrieges die Ukraine von den Weißen beherrscht wurde, arbeitete Zessarski in Odessa und Kiew im Untergrund. 1920 wurde er Mitarbeiter des Militärnachrichtendienstes und Assistent des Beauftragten der Allukrainischen Außerordentlichen Kommission in Kiew und Charkow.
Ab 1922 arbeitete Zessarski in der Wirtschaft in Kiew und Fernost und in der Partei in Blagoweschtschensk und im Nordkaukasus. 1930 wurde er Mitarbeiter des Zentralkomitees der KPdSU (ZK), 1932 Assistent des Leiters der Steuerungsabteilung und 1934 Assistent des Leiters der Industrieabteilung. Er absolvierte einen Marxismus-Leninismus-Kurs (Oktober 1930–Februar 1932). 1935 wurde er Referent des ZK-Sekretärs Nikolai Iwanowitsch Jeschow. 1936 war Zessarski an der Diskreditierung Genrich Grigorjewitsch Jagodas beteiligt, wobei er Jakow Saulowitsch Agranow stützte.
Im Oktober 1936 wechselte Zessarski als Sonderbeauftragter im Majorsrang in den NKWD und wurde im Juli 1937 Chef der 8. Abteilung (Rechnung und Registrierung) der Hauptverwaltung des NKWD. Dort wurde er eine zentrale Person des Großen Terrors, indem er die Erschießungslisten aufstellte, die von Stalin, Woroschilow, Molotow und Kaganowitsch unterschrieben wurden. Im März 1938 wurde er Chef der 4. (geheim-politischen) Abteilung.
Im Juni 1938 wurde Zessarski Abgeordneter der Oblast Moskau im Obersten Sowjet der RSFSR.
Im September 1938 wurde Zessarski als Chef des Uchta-Ischma-Lagers des Gulags in die Republik Komi abkommandiert, das Erdöl, Erdgas, Asphalt und Radium förderte und verarbeitete. Im Dezember 1938 wurde er aufgrund seiner Freundschaft mit Jan Borissowitsch Gamarnik und angeblichen persönlichen Schwankungen bei seinem Übertritt von den Sozialrevolutionären zur bolschewistischen Partei verhaftet. Nach dem Urteil des Militärkollegiums des Obersten Gerichts der UdSSR wurde Zessarski in dessen Gebäude in Moskau erschossen. Er wurde nicht rehabilitiert.

## Ehrungen
- Orden des Roten Sterns (1936)
- Leninorden (1937)
- Ehrenzeichen der Tscheka-GPU (1938)[1]